# Sandy Dennis
Sandy Dennis era una actriu estatunidenca nascuda el 27 d'abril de 1937 a Hastings, Nebraska, Estats Units, morta el 2 de març de 1992 a Westport, Connecticut.

## Biografia
Dennis va néixer a Hastings (Nebraska), filla d'Yvonne, secretària, i Dennis Jack, empleat de correus. Tenia un germà, Frank. Dennis es va criar en Kenesaw i Lincoln, Nebraska, va participar en el Lincoln Theater Group i als 19 anys va anar a viure a Nova York.
Dennis va fer el seu debut a la televisió el 1956 i en el cinema a Esplendor a l'herba (1961). No obstant això, estava més compromès en seguir una carrera en el teatre. Va guanyar premis Tony per les seves actuacions a A Thousand Clowns i Any Wednesday (aquesta última de Muriel Resnik). Va guanyar l'Oscar a la millor actriu secundària pel seu paper com a Honey, l'esposa jove, fràgil i neuròtica de George Segal, a Qui té por de Virginia Woolf?  (1966). Va continuar a Up the Down Staircase (1967), The Fox (1967), Sweet November (1968) i The Out of Towners (1970). El 1964, va aparèixer a l'episodi de televisió Don't Mention My Name in Sheboygan, drama de la CBS.
Defensora del mètode d'actuació, Dennis va ser sovint descrita com a neuròtica i delicada en les seves actuacions, el seu estil inclou paraules de text seguides i de sobte s'aturava i iniciava frases, pujant i baixant vuitenes mentre parlava, i agitant les mans.
El seu últim paper va ser en la pel·lícula Come Back to the Five and Dime, Jimmy Dean, Jimmy Dean (1982). El 1991, va fer el paper principal a la pel·lícula The Indian Runner, que va marcar el debut de Sean Penn com a director de cinema, i també va escriure el guió.
Dennis va viure amb el músic de jazz Gerry Mulligan des de 1965 fins que es va separar el 1976. Encara que Mulligan es refereix sovint a Dennis com la seva segona esposa, Dennis va revelar més tard que mai s'havia casat. També va viure amb l'actor Eric Roberts de 1980 a 1985.
Sandy Dennis va morir de càncer d'ovari a Westport (Connecticut), als 54 anys.

## Filmografia
- 1952: The Guiding Light (sèrie TV): Alice Holden #1 (1956)
- 1961: Esplendor a l'herba: Kay
- 1966: The Three Sisters: Irina
- 1966: Qui té por de Virginia Woolf? (Who's Afraid of Virginia Woolf?): Honey
- 1967: Escala prohibida (Up the Down Staircase): Sylvia Barrett
- 1967: The Fox: Jill Banford
- 1968: Teach Me!
- 1968: Sweet November: Sara Deever
- 1968: A Hatful of Rain (TV): Celia Pope
- 1969: That Cold Day in the Park: Frances Austen
- 1969: A Touch of Love: Rosamund Stacey
- 1970: The Out of Towners: Gwen Kellerman
- 1970: The Man Who Wanted to Live Forever (TV): Dr. Enid Bingham
- 1972: Influència diabòlica (Something Evil) (TV): Marjorie Worden
- 1975: Mr. Sycamore: Jane Gwilt
- 1976: God Told Me To: Martha Nicholas
- 1977: Nasty Habits: Sister Winifred
- 1978: Perfect Gentlemen (TV): Sophie Rosenman
- 1979: The Trouble with Mother (TV): Patricia Benson
- 1980: Wilson S Reward (TV): Martha James
- 1981: The Four Seasons: Anne Callan
- 1982: Come Back to the Five and Dime, Jimmy Dean, Jimmy Dean: Mona
- 1985: The Execution (TV): Elsa Spahn
- 1988: Una altra dona (Another Woman): Claire
- 1989: 976, telèfon de l'infern (976-evil): Aunt Lucy
- 1989: Parents: Millie Dew
- 1991: The Indian Runner: Mrs. Roberts

## Premis
- Oscar a la millor actriu secundària per a Qui té por de Virginia Woolf? de Mike Nichols